# Умлаут
Умлаут (на немски: Umlaut) е понятие, което в немската езикоистория и езикознание е познато от VIII век сл. Хр. Най-просто казано това е процес на частично нагласяване и изравняване на гласните (частична асимилация) на всички способни и подлежащи на този процес гласни в ударена сричка, когато в следващата неударена следва /i/ или /j/.
Умлаутът се различава от аблаута, който има друга етимология и друг начин на действие. Умлауът е открит и усвоен като понятие от Якоб Грим, който също намира и понятието Brechung (пречупване, рефракция) – друг вокален процес в немския език. Тази промяна на гласните е много типична на ранните „германски“ (за разлика от днес „немски“) племена.

## История на процеса
В ръкописните източници умлаутът настъпва в две напълно различни и едно от друго разделени времена. Най-ранният умлаут датира от VIII век сл. Хр. или с началото на писменото (литературно) предаване на немския език. Следващите свидетелства са от XII век сл. Хр., или в немското средновековие. Поради тези различия в настъпването на процеса логично има различия в качеството на асимилираните гласни, както и различия във видовете умлаут.

## Видове умлаут
Различават се първоначален или основен умлаут (кратко /а/ ⇒ /е/)
и вторичен умлаут (/о/ ⇒ /ö/, /ô/ ⇒ /œ/, /u/ ⇒ /ü/, /û/ ⇒ /iu/, /â/ ⇒ /æ/, /ou/ ⇒ /öu/, /uo/ ⇒ /üe/).